# 金鳌玉蝀桥

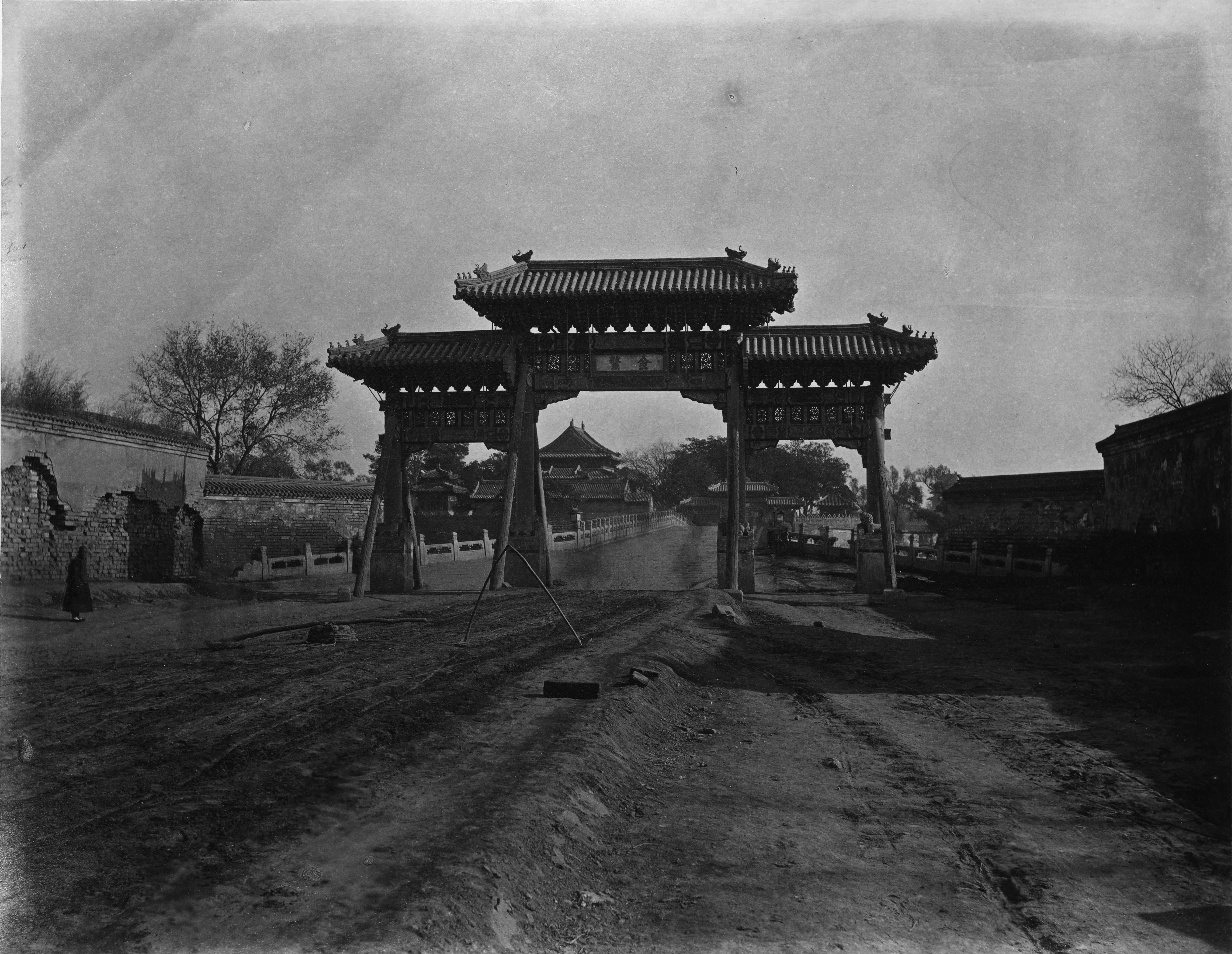
金鰲牌坊，1879年左右

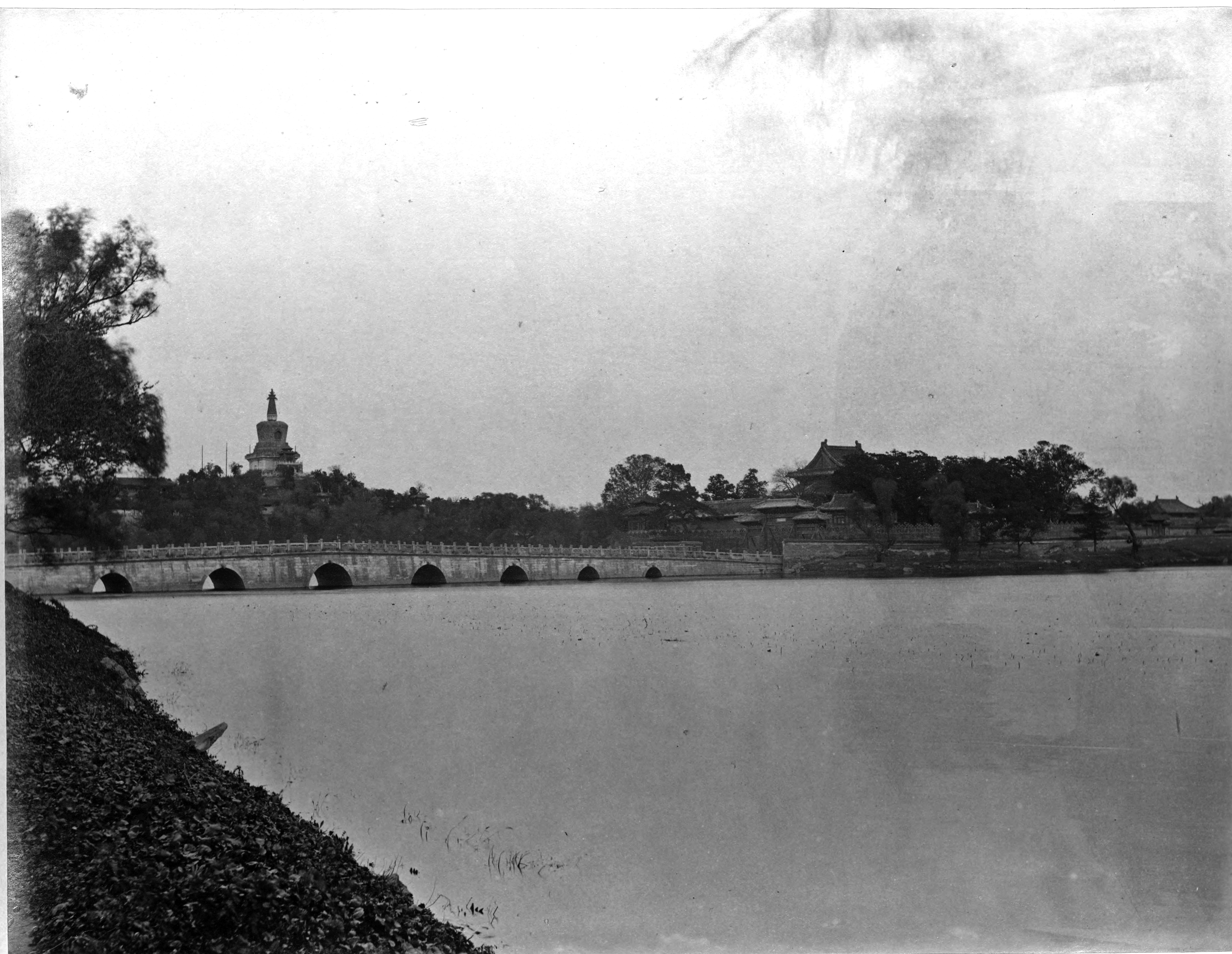
从中南海看金鳌玉蝀桥，1879年左右

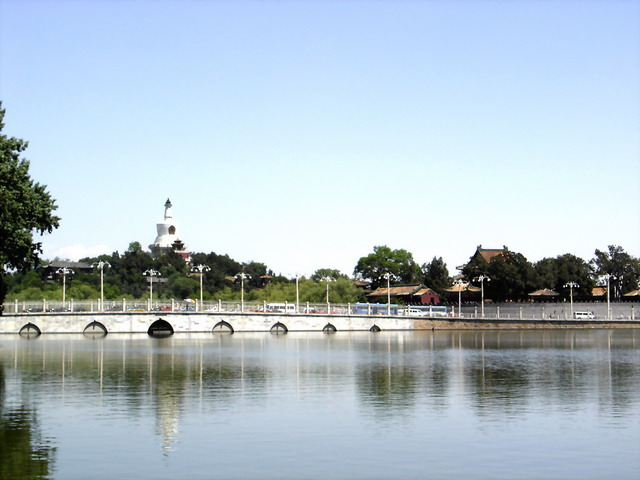
相同位置，2005年5月

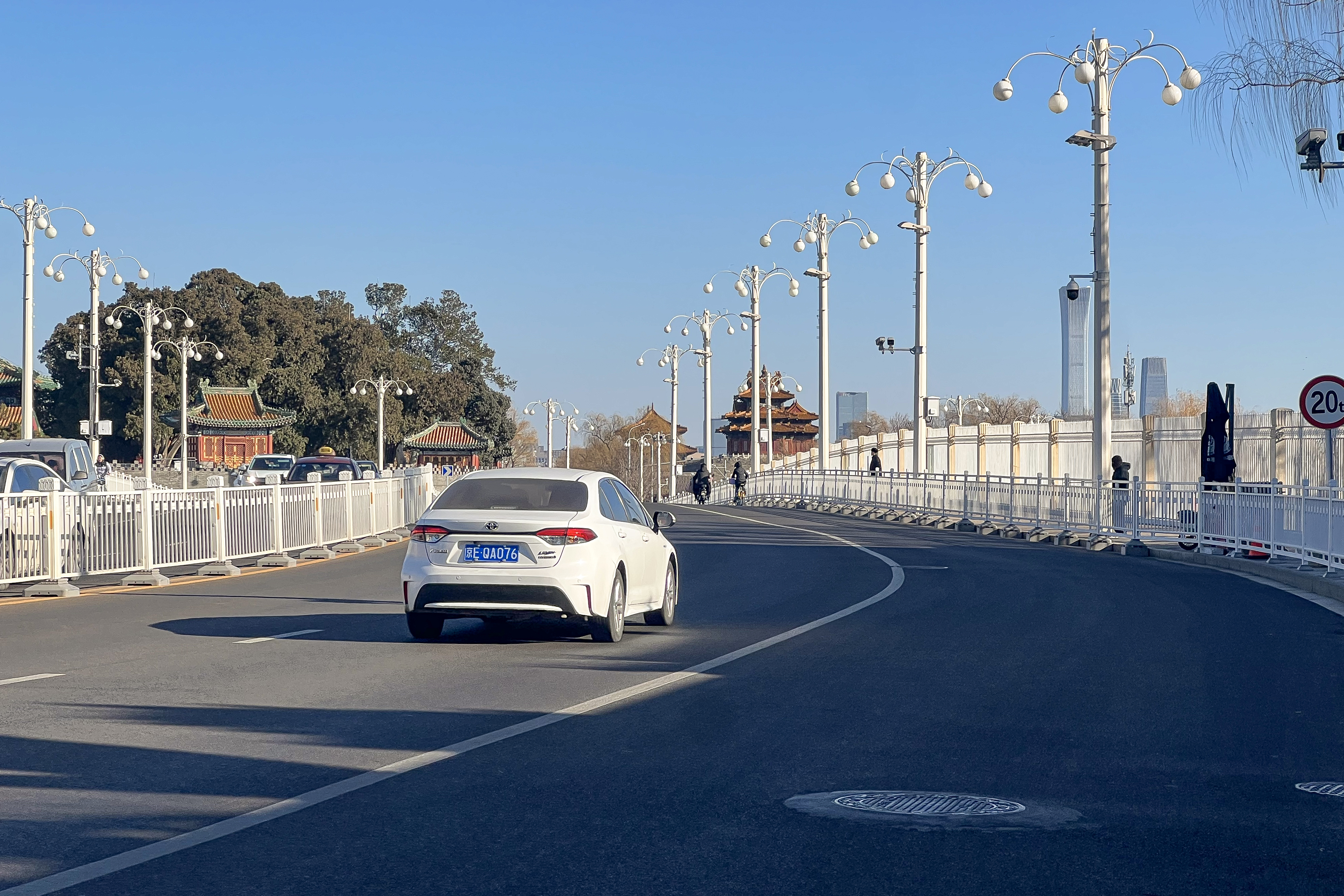
南展后的桥面

金鳌玉蝀桥，原名金海桥，又名御河桥，俗称北海大桥，位于北京市西城区北海公园和中南海之间，桥上为文津街。

## 简介
北海大桥位于团城脚下，横跨北海与中海之间。桥两端原有明朝嘉靖帝建的牌坊，桥西牌坊的匾额为“金鳌”，桥东牌坊的匾额为“玉蝀”，故称“金鳌玉蝀桥”。此桥长150米，宽8米，是石砌七孔拱券式桥梁，中心孔券面有浮雕兽头，原栏板都是平顶方形覆莲柱头望柱。桥身如同一条玉带，是中国堤障式石拱桥的典型。
中华人民共和国成立后，北京车辆增加，金鳌玉蝀桥桥面窄，坡陡弯急，难以适应交通需要。有人提出，中央领导的汽车自中南海出来后东行必经团城，可能撞到牌坊或撞向团城。因此有人建议拆除团城，拉直路面，另建新桥。但该建议受到诸多文物工作者及古建筑学家反对。
国家文物局得知“拆除团城”的消息后，局长郑振铎请来梁思成、范文澜、翦伯赞等几位学者会商，认为如既要保留团城，又使桥面扩宽，唯一的方法是将桥身向中南海方向拓宽。郑振铎乃给周恩来总理写了个报告。他的朋友沈雁冰是文化部部长，以“特急件”直送总理办公室。梁思成还请苏联专家参观团城，希望获得支持，但并未奏效。后来梁思成直接见周恩来，当面陈述保护团城的意见。郑振铎又让罗哲文去团城测绘拍照，搜集资料，尽快在《文物保护参考》杂志上发表。几天后的一夜，郑振铎接到总理办公室电话，通知他和副局长王冶秋陪周恩来视察团城。
1954年6月的一天，周恩来到团城视察，先环团城走了一圈，后站在城墙边，眺望北海琼岛，观察来往车辆，并向郑振铎等文物工作者询问有关情况，最后周恩来把目光移向中南海方向说：团城的一砖、一瓦、一树、一石都不能动！把桥面向中南海方向扩展，拆掉“金鳌”、“玉蝀”两个牌坊。拆掉后的两个牌坊移到了陶然亭公园，在“文革”期间因破四旧而销毁。
改建后的金鳌玉蝀桥保持了原桥的风貌，桥身加长至220米，桥面拓宽至34米，中间的车行道27米，两侧的人行道3.5米，桥由7孔改为9孔，中间一孔用于通水，其余封堵当作装饰。为安全起见，将石栏板改成高的铁栏杆。1972年再次加高铁栏杆，当时是因天安门广场发生抢花事件后，又有人从北海大桥上跳下进入中南海，所以铁栏杆再次加高。

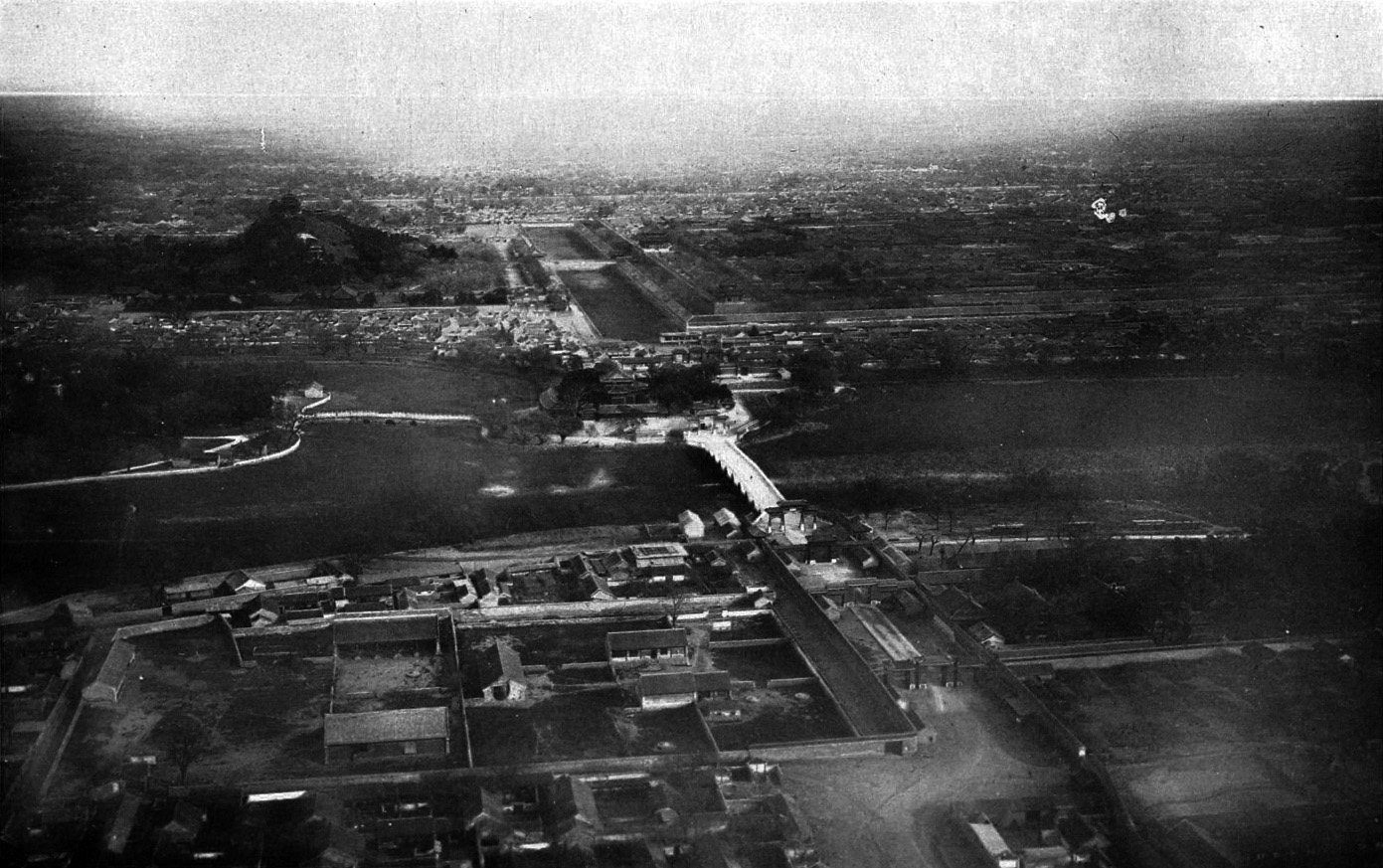
八国联军入侵时法军拍摄的金鳌玉蝀桥，可见景山、故宫、中海和北海。